# Михри-хатун
Михри-хатун (тур. Mihrî Hatun; ок. 1456, Амасья — ок. 1514, Амасья) — турецкая поэтесса, «османская Сапфо» (по выражению востоковеда Хаммер-Пургшталя). 
Михри-хатун была дочерью кадия Амасьи, увлекавшегося стихосложением. Бо́льшую часть жизни Михри провела в родном городе. Входила в литературный кружок при дворе Ахмета, сына султана Баязида II. Была младшей современницей другой турецкой поэтессы, Зейнеб-хатун. На поэзию Михри оказало влияние творчество Исы Неджати. Михри-хатун писала назира (поэтический ответ) на его стихи, чем вызвала неудовольствие Неджати. Тот считал, что женщина не может равняться с мужчиной в поэзии. Возможно, недовольство Неджати объяснялось и тем, что он получал от султана меньше подарков, чем Михри. 
Кроме турецкого языка, Михри-хатун владела арабским и персидским. Её стихи показывают хорошее литературное образование, в то же время отличаясь свежестью и простотой. В её диване особое место занимают газели, их более двухсот. Основные темы лирики — любовь, свобода чувства. В вольнодумной «Поэме покаяния» отразились сомнения Михри в божественной справедливости и мудрости. Выступая против распространённого в её время представления о неполноценности женщины, она заявляет, что 
одна с светлым разумом женщина лучше тысяч мужчин неразумных.
Многие стихи Михри автобиографичны. Поэтесса посвящала их объектам своей привязанности, например, судье Абдуррахману Муййидзаде и Искендеру Челеби, сыну Синан-паши, но все отношения были платоническими. По свидетельству современников, Михри была прекрасной женщиной, обладающей страстной натурой, но осталась незамужней, видимо, по собственной воле.
Погребена в Амасье, на кладбище при дервишской обители своего предка Баба́ Ильяса, легендарного суфия середины XIII века.